# 里奇·巴恩斯
里奇·巴恩斯（Richard Kyle Barnes，1981年2月6日—）是美國的一位職業高爾夫球手，他現在參加PGA巡迴賽的賽事。巴恩斯畢業於亞利桑那大學並且在2000年至2003年是學校高爾夫球隊的一員。他在2003年成為職業高爾夫球員。

## 外部連結
- 官方网站
- 里奇·巴恩斯在PGA巡迴賽的官方網站
- 里奇·巴恩斯在男子高爾夫世界排名的官方網站